# Rhachomyces furcatus
Rhachomyces furcatus är en svampart som beskrevs av Thaxt. 1895. Rhachomyces furcatus ingår i släktet Rhachomyces och familjen Laboulbeniaceae.  Arten är reproducerande i Sverige. Inga underarter finns listade i Catalogue of Life.